# Serra da Farofa
Serra da Farofa är ett högland i Brasilien.   Det ligger i delstaten Santa Catarina, i den södra delen av landet, 1 400 km söder om huvudstaden Brasília.
I omgivningarna runt Serra da Farofa växer huvudsakligen savannskog. Runt Serra da Farofa är det mycket glesbefolkat, med 3 invånare per kvadratkilometer.